# Харрис, Марвин
Ма́рвин Ха́ррис (18 августа 1927 — 25 октября 2001) — американский антрополог. Считается одним из самых авторитетных и влиятельных учёных в своей области второй половины XX века. Харрис является автором теории культурного материализма.

## Биография
Получил степень доктора философии в Колумбийском университете в 1953 году, после чего преподавал там и возглавлял кафедру антропологии. Позже перешёл во Флоридский университет.
Автор 17 книг и большого количества статей. Проводил полевые исследования в странах Африки, Азии, Южной Америки.
Ранние работы Харриса находились под влиянием боасианской традиции, но после проведения им полевых исследований в Мозамбике в конце 1950-х годов перенёс своё исследовательское внимание от географических и культурных аспектов к поведенческим. Тезисы, выдвинутые им в своих научных трудах, находили как сторонников, так и критиков.
Одной из величайших книг, когда-либо написанных за всю историю социальных наук, называл Стивен Сандерсон труд Харриса «Возникновение антропологической теории» (1968), — как отмечал также Сандерсон (в 2007), «ставшую известной двум поколениям студентов-антропологов как „RAT“» (аббревиатура Rise of Anthropological Theory — прим.).

## Культурный материализм
В рамках «культурного материализма» как исследовательской парадигмы Харриса были объединены марксизм (исторический материализм, но с отказом от диалектики), в частности его анализ средств производства, внимание к демографическим факторам (восходящее к мальтузианству), а также достижения американской антропологии, в частности неоэволюционизм Лесли Уайта и Джулиана Стюарда.
Идеи Харриса основываются на экономическом детерминизме: разница между культурами зависит от материальных потребностей человека. Но, чтобы удовлетворить их, обществу требуются технологии, соответствующие определенным природным условиям и характерные для данного времени. Технологии зависят от природных особенностей конкретной территории и нацелены на оптимальную затрату ресурсов, имеющихся на этой территории, и на минимизацию трудовых и энергетических затрат.
Так возникают «равновесные» системы, которые легко вывести из строя, изменив один из их показателей. Если рассмотреть какую-либо объединенную группу людей, обитающих на определенной территории со своей культурой, ресурсами и технологиями, обеспечивающими их существование, и резко увеличить население, то для его сохранения потребуется усовершенствование старых или поиск новых технологий (например для добывания пищи, или изготовления одежды и жилищ). С нахождением или усовершенствованием технологий это общество поднимется на новый уровень технического развития.
Харрис, так же как и Уайт, уделял особое внимание обычаям различных культур, показывая, что за ними кроются чёткие «материальные» основания, несмотря на то, что на первый взгляд эти обычаи кажутся современному человеку абсурдными.

## Главные труды
- The nature of cultural things. N.Y., 1964.
- The rise of anthropological theory. N.Y., 1968.
- Cultural materialism: the struggle for a science of culture. N.Y., 1979.
- Cultural anthropology. N.Y., 1983.
- Каннибалы и короли. Истоки культур = Cannibals and Kings: The Origins of Cultures. — М.: Издательство книжного магазина «Циолковский», 2024. ISBN 978-5-6050919-4-3